# 香港旺角希爾頓花園酒店

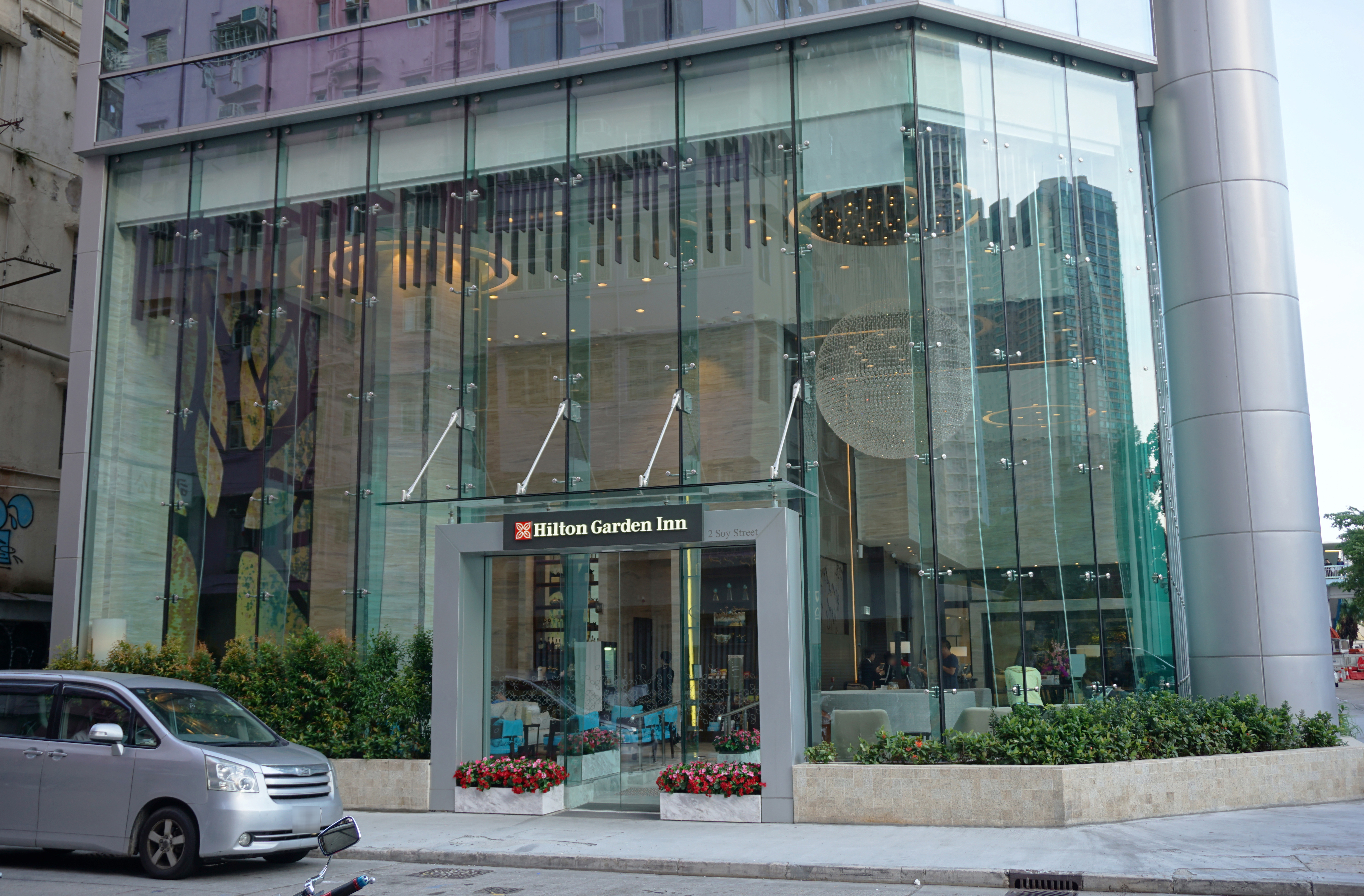
Garden Bar及大堂

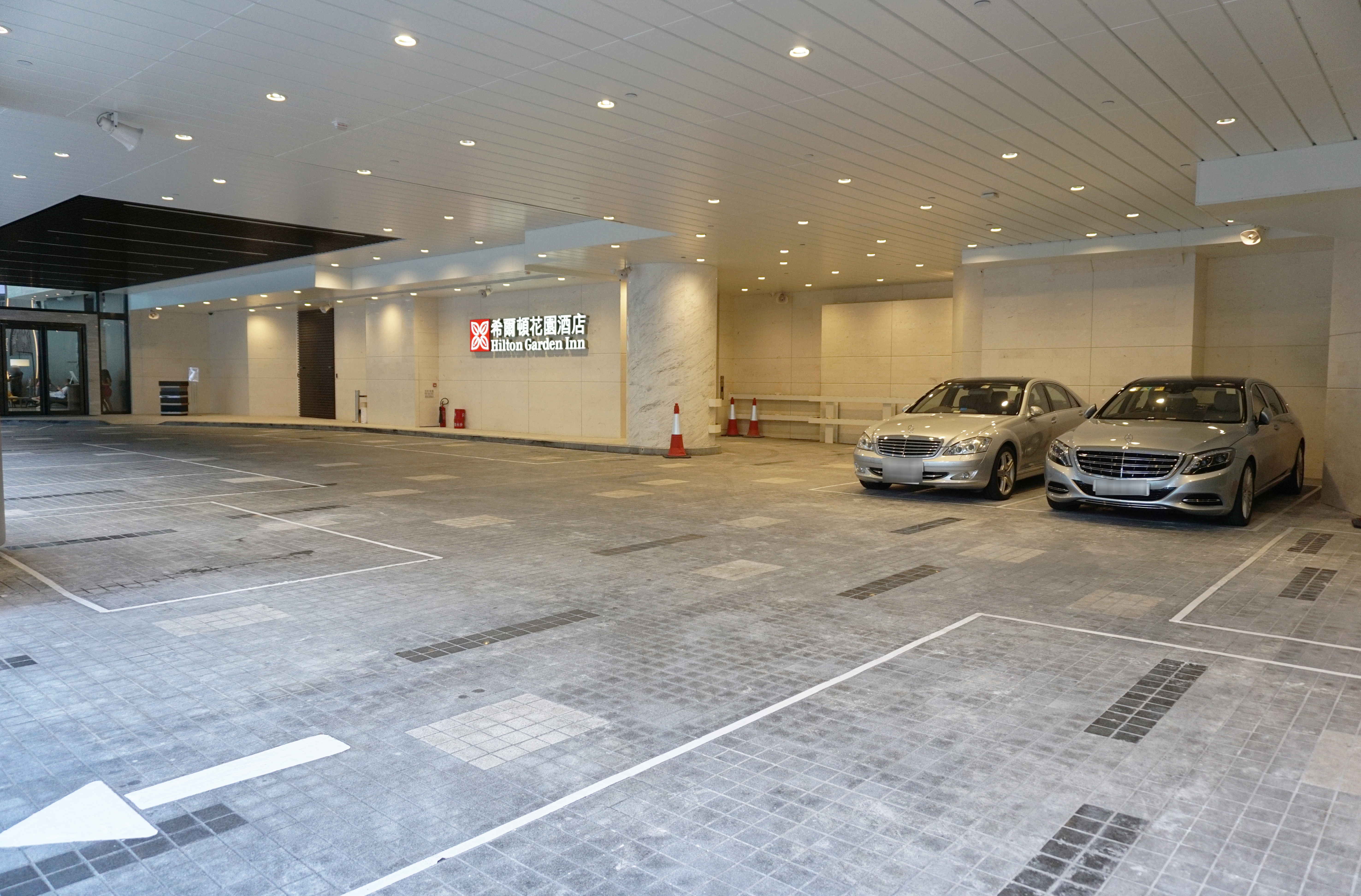
停車場

香港旺角希爾頓花園酒店（英語：Hilton Garden Inn Hong Kong Mongkok），是香港旺角的一間乙級高價酒店，位於九龍旺角豉油街2號，樓高21層，內設258間客房。
酒店由希爾頓酒店集團負責管理，亦是繼已清拆的香港希爾頓酒店及位於金鐘太古廣場的香港港麗酒店後第三家在港營運的酒店，於2016年11月開業。

## 酒店設施
有別於希爾頓花園酒店之品牌標準規格，酒店的全日餐廳晚上不提供一般自助餐或西餐，卻搖身一變以中菜廳佈局提供晚市服務，並命名為「鷹巢」（Eagle's Garden）以向昔日香港希爾頓酒店之頂樓餐廳及夜總會「鷹巢」（Eagle's Nest）致敬。
- Garden Bar（位於酒店大堂旁）
- 鷹巢（Eagle's Garden）[2]
- 戶外泳池（2018年6月重開）
- 健身室

## 主要交通幹道
- 渡船街
- 德昌街
- 豉油街
- 登打士街
- 西九龍走廊

## 參看
- 希爾頓酒店集團
  - 香港希爾頓酒店（已清拆）
  - 香港港麗酒店

## 外部連結
- 香港旺角希爾頓花園酒店官方網站 （页面存档备份，存于）